# John Pelling
John Albert Pelling (Londra, 27 maggio 1936 – 14 giugno 2023) è stato uno schermidore britannico, specializzato nella spada. È stato vincitore di una medaglia d'argento nella scherma ai Giochi olimpici.